# こだまゴルフクラブ
こだまゴルフクラブは、埼玉県本庄市にあるゴルフ場である。

## 概要
「こだまゴルフクラブ」は、埼玉県の北西部の県境、本庄市の北に利根川が流れ、中山道の宿場である本庄宿が置かれ、旧石器などの遺物の出土や縄文、弥生、古墳の各時代の遺跡が点在し、浅間山や谷川岳、榛名山などが望める、多くの文化的景観を持ち合わせたロケーションに恵まれた所にある。
1970年（昭和45年）代中頃、新たなゴルフ場の建設に向けて、建設用地の本庄市児玉町地区に、コース設計家の上田治に依頼し、18ホール規模のゴルフ場の造成工事が着工され、 1977年（昭和52年）5月25日、「こだまゴルフクラブ」18ホールの造成工事が完了し、開場された。
1995年（平成7年）、コースの改造設計を川田太三に依頼し、グリーンの改修とバンカーの造形や法面の造形などの工事を行い、その結果、今まで以上に上田治の設計がさらに研ぎ澄まされ、コース改造により各ホールはさらに攻略難易度が高くなった。
コースは、群生する赤松やさまざまな種類の桜や、敷地内で多数の古墳が発見されるなど、かつて地域の文化の中心地であったことなど、そんな雰囲気も肌で感じることができる。また、コース設計家・上田治の最後のコース設計作品として知られている。

## 所在地
〒367-0203 埼玉県本庄市児玉町入浅見1060番地

## コース情報
- 開場日 - 1977年5月25日
- 設計者 - 上田 治、川田 太三（監修）
- 面積 - 1,150,000m2（約34.7万坪）
- コースタイプ - 丘陵コース
- コース - 18ホールズ、パー72、7,066ヤード、コースレート73.2
- フェアウェー - コウライ
- ラフ - ノシバ
- グリーン - 2グリーン、ベント（ペンクロス）　バミューダ
- ハザード - バンカー114、池が絡むホール4
- ラウンドスタイル - キャディ・セルフ選択可、キャディ乗用カート、セルフ乗用カート、乗用カート(5人乗り)リモコン式
- 練習場 - 17打席250ヤード
- 休場日 - 1月1日[2]

## ギャラリー
- コース - 「こだまゴルフクラブ」、コース紹介、2021年10月12日閲覧
- ハウス - 「こだまゴルフクラブ」、施設紹介、2021年10月12日閲覧

## 交通アクセス
- 鉄道 - 高崎線（JR東日本） - 本庄駅より タクシー利用 約15分[3]
- 道路 - 関越自動車道 - 本庄児玉ICより 4Km 約5分[3]

## 関連文献
- 『ゴルフ場ガイド 東版』、2006-2007、「こだまゴルフクラブ」、東京 ゴルフダイジェスト社、2006年5月、2021年10月12日閲覧